# 山東高等法院
山東省高等法院，是中華民國大陸時期的二級法院之一，屬於普通法院，行政組織上直屬司法行政部之監督；審級上以最高法院為上級審法院。

## 行政機構

### 本院
民國元年（1912年）南京臨時政府設司法部，山東省成立提法使司，民國2年（1913年）1月，奉司法部令改為山東司法籌備處。同年10月19日奉司法部令撤銷，司法行政工作由山東省高等檢察廳、山東省高等審判廳管理。民國17年（1928年）南京民國政府通令撤銷省高等檢察廳和省高等審判廳，改設省高等法院，管理司法行政工作。民國19年（1930年）10月，山東省高等法院在省會歷城縣成立，轄歷城、章邱、鄒平、淄川、長山、桓台、齊河、齊東、濟陽、德縣、德平、禹城、臨邑、平原、陵縣、長清、聊城、堂邑、博平、茌平、清平、冠縣、館陶、恩縣、高唐、惠民、陽信、無棣、樂陵、賓縣、利津、沾化、蒲台、夏津、邱縣、益都、博山、臨淄、博興、高苑、廣饒、壽光、臨朐等48縣。
民國21年（1932年）南京國民政府公佈《法院組織法》，仿法國三級三審制設立地方法院、高等法院、最高法院3個層次，抗日戰爭前夕，山東省高等法院先後設立7個分院及27個地方法院，在未設地方法院的縣，由縣長兼理司法。
日軍侵佔山東後，山東省高等法院隨省政府由歷城遷到安徽阜陽。日本投降後，山東高等法院於民國35年（1946年）1月重返回濟南，接收偽山東高等檢察署。因國共內戰關係，地方法院未能普遍設立。民國37年（1948年）9月濟南易手前夕，山東省高等法院院長兼首席檢察官關福森及部分分院、地方法院首席檢察官逃往青島。民國38年（1949年）6月解放軍進入青島，中共膠東委員會派廖弼臣、劉椿、張四維等30餘人接管了山東省高等法院等司法機構及其人員875人。

### 分院
民國17年（1928年），山東高等法院成立濟寧第一分院、煙臺第二分院（1935年改稱第三分院）、益都第三分院（1935年改稱第五分院）。民國24年（1935年）成立青島第二分院、泰安第四分院、臨沂第六分院。民國26年（1937年）成立菏澤第七分院。受抗日戰爭影響，各分院職務暫行結束，抗戰結束後恢復。民國37年（1948年）1月，按照國民政府司法行政部的訓令，7個分院改以所在縣市命名，依序分別改稱為濟寧分院、青島分院、煙臺分院、泰安分院、益都分院、臨沂分院、菏澤分院。
山東高等法院濟寧分院
民國17年（1928年）11月以原山東高等檢察廳濟寧分廳改為山東省高等法院第一分院。轄區為濟寧、滕縣、鄒縣、汶上、金鄉、魚台、巨野、泗水、滋陽、定陶、曲阜、成武、嘉祥、寧陽、 菏澤、鄆城、濮陽、蒼縣、鄄城、單縣、曹縣等21縣。抗日戰爭爆發後，為日軍所接管。抗戰結束後，因濟寧為中共所控制，南京國民政府遲於民國35年（1946年）9月收復該處後才恢復第一分院。轄區為濟寧、滋陽、滕縣、鄒縣、金鄉、泗水、汶上、嘉祥、曲阜、魚台10縣。民國37年（1948年）1月9日，改稱山東高等法院濟寧分院。同年7月14日解放軍進入濟寧，濟寧分院遷至江蘇徐州，11月間，又遷移至江蘇吳縣設臨時辦事處。民國38年（1949年）5月解放軍進入吳縣後潰散。
山東高等法院青島分院
民國24年（1935年）7月在青島市成立山東高等法院第二分院，管轄青島市及膠縣、高密、安邱、即墨、諸城、日照、平度、昌邑、濰縣、昌樂等10縣審判事務。抗日戰爭爆發後，為日軍所接管。抗戰結束後，南京國民政府於民國35年（1946年）1月恢復第二分院，轄青島、即墨、膠縣、高密、濰縣、平度、安邱等7個地方法院和諸城、日照、昌邑3個縣司法處。民國37年（1948年）1月17日，按照國民政府司法行政部的訓令，改稱山東高等法院青島分院。民國38年（1949年）6月為解放軍接管。
山東高等法院煙臺分院
民國17年（1928年）7月在煙臺成立山東高等法院第二分院。民國24年（1935年）7月改稱山東高等法院第三分院。抗日戰爭爆發後，於民國27年（1938年）2月為日軍所接管。抗戰結束後，因煙臺為中共所控制，南京國民政府遲於民國36年（1947年）9月收復該處後恢復第三分院。民國37年（1948年）1月，按照國民政府司法行政部的訓令，改稱山東高等法院煙臺分院；10月解放軍進入煙臺市後接管煙臺分院。
山東高等法院泰安分院
民國24年（1935年）在泰安成立山東高等法院第四分院。抗日戰爭爆發後，於民國26年（1937年）12月撤離泰安。抗戰結束後，於民國34年（1945年）秋恢復，在濟南設臨時辦事處，次年春國軍收復泰安後遷回；6月，解放軍攻佔泰城，第四分院逃往濟南，仍稱臨時辦事處。民國36年（1947年）9月，國軍第二次收復泰安後返回。轄泰安、萊蕪、新泰、肥城、東平、東阿、平陰、陽穀、壽張、泗水、寧陽等縣的司法審判。民國37年（1948年）1月，改稱山東高等法院泰安分院；5月，解放軍第三次攻佔泰安，泰安分院逃往濟南；9月解放軍進入濟南後潰散。
山東高等法院益都分院
民國17年（1928年）在益都成立山東高等法院第三分院。民國24年（1935年）改稱山東高等法院第五分院。抗日戰爭爆發後，為日軍所接管。抗戰結束後，因益都為中共所控制，南京國民政府遲於民國36年（1947年）8月收復該處後恢復第五分院。民國37年（1948年）1月，改稱山東高等法院益都分院；3月解放軍進入益都後接管益都分院。
山東高等法院臨沂分院
民國24年（1935年）在臨沂成立山東高等法院第六分院。抗日戰爭爆發後，為日軍所接管。抗戰結束後，因臨沂為中共所控制，南京國民政府遲於民國36年（1947年）2月收復該處後恢復第六分院。民國37年（1948年）1月，改稱山東高等法院臨沂分院；9月解放軍進入臨沂後接管臨沂分院。
山東高等法院菏澤分院
民國26年（1937年）在菏澤成立山東高等法院第七分院。抗日戰爭爆發後，為日軍所接管。抗戰結束後，因菏澤為中共所控制，南京國民政府遲於民國35年（1946年）9月收復該處後恢復第七分院。民國37年（1948年）1月，改稱山東高等法院菏澤分院；9月解放軍進入菏澤後接管菏澤分院。

### 地方法院
南京國民政府於民國21年（1932年）公佈的《法院組織法》中規定，從民國24年（1935年）7月1日起實行三級三審制，即分地方法院、高等法院、最高法院3個層次，分別執行初審、再審、終審職權。山東省各縣並未設地方法院，由縣長兼理司法，另設置承審員協助縣長審理案件。這一制度的弊端連國民政府當局亦已發現，因而決定設立縣司法處，審判官獨立行使審判權，檢察事務由縣長兼理。此決定於民國25年（1936年）公佈後，因抗日戰爭爆發，未能實行，仍以承審員制度維持，直到民國35年（1946年）才基本結束承審員制度，實行半獨立的司法處制度，然而地方法院未曾普遍設立。
民國25年（1936年）8月統計，山東省共設有27處地方法院。另有83個縣設立司法處。

## 業務機構

### 監管機構
民國元年（1912年）中華民國建立後，接收清代遺留的山東模範監獄、罪犯習藝所及各府、州、縣監獄120餘處。民國2年（1913年），山東模範監獄改稱歷城監獄；各罪犯習藝所改稱監獄，監獄改稱舊監獄。民國26年（1937年）7月前夕，山東省計有監獄9所，少年監獄1所，反省院1所，分監4所，療養監1所，共16所。另外還有看守所附設監獄97所。日本侵佔山東後，山東各地相繼淪陷，由日本偽政府接管。國民政府指令撤銷山東反省院。
民國34年（1945年）日本投降後，山東第一、第四、第五、第六監獄及歷城分監相繼恢復。民國36年（1947年），山東第三監獄恢復。民國37年（1948年）初，各監獄以所在地命名：山東第一監獄改稱為山東濟南監獄。歷城、長清、章丘分監分別改稱為山東濟南監獄歷城、長清、章邱分監，滋陽分監改稱為山東濟寧監獄滋陽分監。國共內戰末期，山東省各府監獄全數由中共接管。

### 律師機構
民國時期，根據民國政府成立初年頒佈的《律師章程》有關規定，建立山東省律師公會。從民國2年（1913年）4月濟南律師公會成立，到民國26年（1937年）12月日本侵佔青島，律師公會停業以前，先後在濟南、濟寧、青島、福山、煙臺、德縣、臨沂、泰安、威海、章邱、濰縣、膠縣、安邱、高密等14處成立律師公會，共有會員736人。民國35年（1946年），濟南律師公會根據國民政府的有關規定，改為委員制，律師顏承瀚兼任主任，設委員7人，監察委員3人。

## 歷任山東高等法院院長
- 易恩侯（署理，1928.7.9～1929.10.21）
- 殷汝熊（署理，1929.10.21～1930.10.29）
- 吳貞纘（1930.10.29～1938.7.7）
- 胡績（1938.7.7～1941.10.1）
- 周予孜（到任1941.10.1，署理1943.6.3～1945.9.10）
- 胡績（1945.9.10～1948.10）
- 關福森（1948.10～）